# Karanovska kultura
Kultura Karanovo (bolgarsko Карановска култура, latinizirano: Karanovska kultura) je neolitska kultura (Karanovo I-III ok. 62. do 55. st. pr. n. št.), poimenovana po bolgarski vasi Karanovo (oblast Sliven 42°30′ 41″N 25°54′54″E). Kultura, ki je del donavske civilizacije, velja za največje in najpomembnejše agrarno naselje v dolini reke Azmak.

## Odkritje
Arheologi so Karanovo naselbino odkrili v 1930-ih, ko so v Karanovem izkopali Tell – naselbinsko gomilo. Naselje na vrhu hriba sestavlja 18 stavb, v katerih je živelo okoli 100 prebivalcev. Najdišče je bilo naseljeno bolj ali manj kontinuirano od začetka 7. do začetka 2. tisočletja pr. n. št.
Karanovska kultura je služila kot temelj vzhodnobalkanske kulturne sekvence. Plasti v Karanovem se uporabljajo kot kronološki sistem za prazgodovino Balkana. Ta kultura je imela sedem velikih faz: Karanovo I in II, ki je obstajala vzporedno s Starčevo; Karanovo III (Veselinovo); Karanovo IV; Karanovo V (Marica); Karanovo VI (Gumelniţa); in Karanovo VII, ki je nastalo v zgodnji bronasti dobi. Karanovo I velja za nadaljevanje tipa bližnjevzhodne naselbine. Zdi se, da je Karanovo VI propadlo okoli leta 4000 pr. n. št. brez kakršnih koli znakov osvajanja ali ponovne naselitve.

## Značilnosti
Nekatere glavne značilnosti kulture Karanovo so belo poslikana keramika in temno poslikane posode, pridobljene iz Tella. Ti artefakti so bili zlasti povezani s prvo in drugo fazo. Obstaja tudi primer kipca iz terakote, Gumelnitska ljubimca, izdelanega od 5000 do 4750 pred našim štetjem. Ta artefakt, ki je bil izkopan v Gumelnita Tell v južni Romuniji, je povezan s kulturno predstavo o plodnosti. Tu je tudi tehnologija karanovskega makrorezila, ki je vsebovala polstrmo in strmo retuširanje ter uporabo rumenega kremena z belimi lisami. Ta posebna tehnologija, ki je znana tudi kot "Karanovo rezilo", se je pojavila v zgodnji neolitski fazi kulture. Znanstveniki opažajo njegovo zanimivo dolžino in širino: 100 mm dolg in med 15 mm in 23 mm širok.
Karanovo II se od svojega predhodnika razlikuje po svojem vplivu na tračansko kulturo oziroma asimilaciji njenih elementov v tiste, ki so bili podedovani iz Karanova I. Osnovne značilnosti te faze so se nadaljevale do Karanova III in so bile še posebej izrazite v grobo izdelani posodi, kot so vrči, plitke posode in valjaste vaze (npr. Kügel).
Pogrebne prakse Karanovo I in II so bile podobne praksam drugih vzhodnobalkanskih kultur, kot so kremikovska, dudeška in ovčarovska kultura.

## Galerija
- Gospa iz Pazardžika (ok. 4500 pr. n. št.)
- Keramika, 6. tisočletje pr. n. št. (Karanovo I)[12]
- Vaza s tulipani, 6. tisočletje pr. n. št. (Karanovo I).[13][14]
- Ceramic vessel
- Ceramic vessel, 5th mill. BC (Karanovo VI).[15]
- Keramika
- Kultni prizor, 5. mil. pr. Kr. (Karanovo VI.)[16][17][18]
- Ogrlica, 6. tisočletje pr. n. št. (Karanovo I)[19]
- Zoomorfna keramična posoda
- Keramika
- Keramika
- Keramična figurina
- Keramika
- Amulet iz žada, 6. tisočletje. pr. n. št. (Karanovo I)[20]
- Antropomorfna posoda, 6.–5. tisočletje pr. n. št. (Karanovo III-IV)[21]
- Keramika
- Vpisan predmet z možnim numeričnim pomenom
- Various artefacts
- Karanovo tell, Bolgarija, stratigrafija izkopavanj[22][23]
- Tell Junacite, Bolgarija.[24][25]
- Rekonstrukcije neolitske hiše, Topolnica, Bolgarija, c. 5000 pr. n. št.[26][27]